# Hugues de Beauvais
Hugues de Beauvais (* vor 970; † vor Mai 1008) war ein französischer Aristokrat des Mittelalters, der nach 991 und bis zu seinem Tod Pfalzgraf des Königreichs war.

## Leben
Hugues de Beauvais ist wahrscheinlich ein Angehöriger der Familie der Grafen von Blois, ein Enkel von Theobald I. († 975) und ein Sohn des Erzbischofs von Bourges Hugues de Blois († 985/986); seine anderen, kognatischen Ursprünge, die von Christian Settipani und Jean-Noël Mathieu angedeutet wurden, bringen ihn mit der Familie der Grafen von Laon in Verbindung.
Als treuer Höfling von König Robert II. dem Frommen seit der Jugendzeit des Kapetingers ernannte dieser ihn nach seiner Thronbesteigung 987 zum Comte du Palais (Pfalzgraf). Zudem wurde er für die Krondomäne Gruyer des Forêt d’Yveline. Er setzte sich auch als Vogt (Avoué) der Kirche von Orléans durch. Er vertrat seinen Cousin  Odo II. von Blois in der Grafschaft Dreux (die Blois waren zu dieser Zeit Grafen von Dreux und Beauvais) und stützte sich dabei auf die Burgherrschaft von Nogent.
Nachdem im Jahr 1004 Fulko I. zum Bischof von Orléans gewählt worden war, bat dieser Hugues de Beauvais, den er kannte, um Hilfe im Austausch für Güter, die der Kathedrale von Orléans gehörten. Fulko war zuvor Abt von Saint-Lucien de Beauvais gewesen.
Ende 1006 wurde das Gleichgewicht zwischen der angevinischen und der blésoiser Fraktion am Hof durch eine Annäherung zwischen dem König, dem Grafen von Blois und dem Erzbischof von Tours unter dem Einfluss von Hugues de Beauvais gestört. Letzterer förderte sogar die Rückkehr von Bertha, der Witwe des Grafen Odo I. von Blois, in das Bett von König Robert. Dieser reiste daraufhin nach Rom, um zu versuchen, seine zweite Ehe annullieren zu lassen.
Der Graf von Anjou Fulko III. schickte nun ein Dutzend seiner Getreuen auf eine Vergeltungsaktion gegen den Pfalzgrafen (möglicherweise am 9. Juli 1007). Die Anjou verübten ihren Mord während eines königlichen Jagdausflugs in der Nähe von Orléans und flohen dann in das angevinische Fürstentum. Das Verbrechen war jedoch schwerwiegend: die Ermordung eines Großen des Königreichs, die quasi vor den Augen des aus Rom zurückgekehrten Königs stattfand.
Im Mai 1008 fand im Königspfalz von Chelles (Villa Cala, der späteren Abtei Chelles) eine Synode statt, an der dreizehn Bischöfe teilnahmen. Dort wurde das Andenken an Hugues de Beauvais in Ehren gehalten, und dem Grafen von Anjou und seinen Vasallen wurde mit Exkommunikation gedroht. Fulko III. war aber nicht erschienen und ließ sich von Abt Hubert von Saint-Aubin d’Angers vertreten, und Bischof Fulbert von Chartres verschaffte ihm einen Aufschub. Doch die Beilegung des Streits zwischen dem Abt Gauzlin von Fleury und seinem Diözesanbischof von Orléansin in Chelles stellte den Papst nicht zufrieden, der daraufhin seinen Legaten Peter von Piperno entsandte.
Am Ende des Jahres unternahm der Graf von Anjou, der zuvor nach Rom geflohen war und den Schutz des Papstes genoss, erneut eine Pilgerreise ins Heilige Land. Dies ermöglichte es ihm, der königlichen Justiz zu entgehen und gleichzeitig seine Verfehlungen zu sühnen. Zu Ostern 1009 fand im Königspalast von Compiègne eine neue Synode mit dem Legaten statt, auf der die zwölf angevinischen Verschwörer in den Genuss der königlichen Gnade kamen.

## Ehe und Familie
Hugues de Beauvais war der älteste von drei Geschwistern, die beiden anderen waren Roger de Blois, Bischof von Beauvais, und Héloïse de Pithiviers.
Seine Ehefrau ist nicht bekannt, allerdings bringen Studien des Historikers und Archäologen Adolphe de Dion sie mit der Region um Nogent-le-Roi und Épernon in Verbindung. Hugues de Beauvais hatte keine Nachkommen.